# Pareljufferduif
De pareljufferduif (Ptilinopus perlatus) is een vogel uit de familie Columbidae (duiven).

## Verspreiding en leefgebied
Deze soort is endemisch in Nieuw-Guinea en telt drie ondersoorten:
- P. p. perlatus: westelijk en noordwestelijk Nieuw-Guinea.
- P. p. plumbeicollis: noordelijk en noordoostelijk Nieuw-Guinea.
- P. p. zonurus: zuidelijk Nieuw-Guinea en D'Entrecasteaux-eilanden.